# Джерело № 2 (Білки)
Джерело № 2 — гідрологічна пам'ятка природи місцевого значення. Об'єкт розташований на території Іршавського району Закарпатської області, с. Білки, урочище «Ковбасово».
Площа — 0,5 га, статус надано згідно з рішенням Закарпатського облвиконкому від 23.10.1984 року № 253.
Охороняється джерело мінеральної води та прилегла територія. Вода гідрокарбонатно-натрієво-кальцієва, загальна мінералізація - 0,3 г/л. Придатна для лікування захворювань органів травлення.